# Groucho Marx

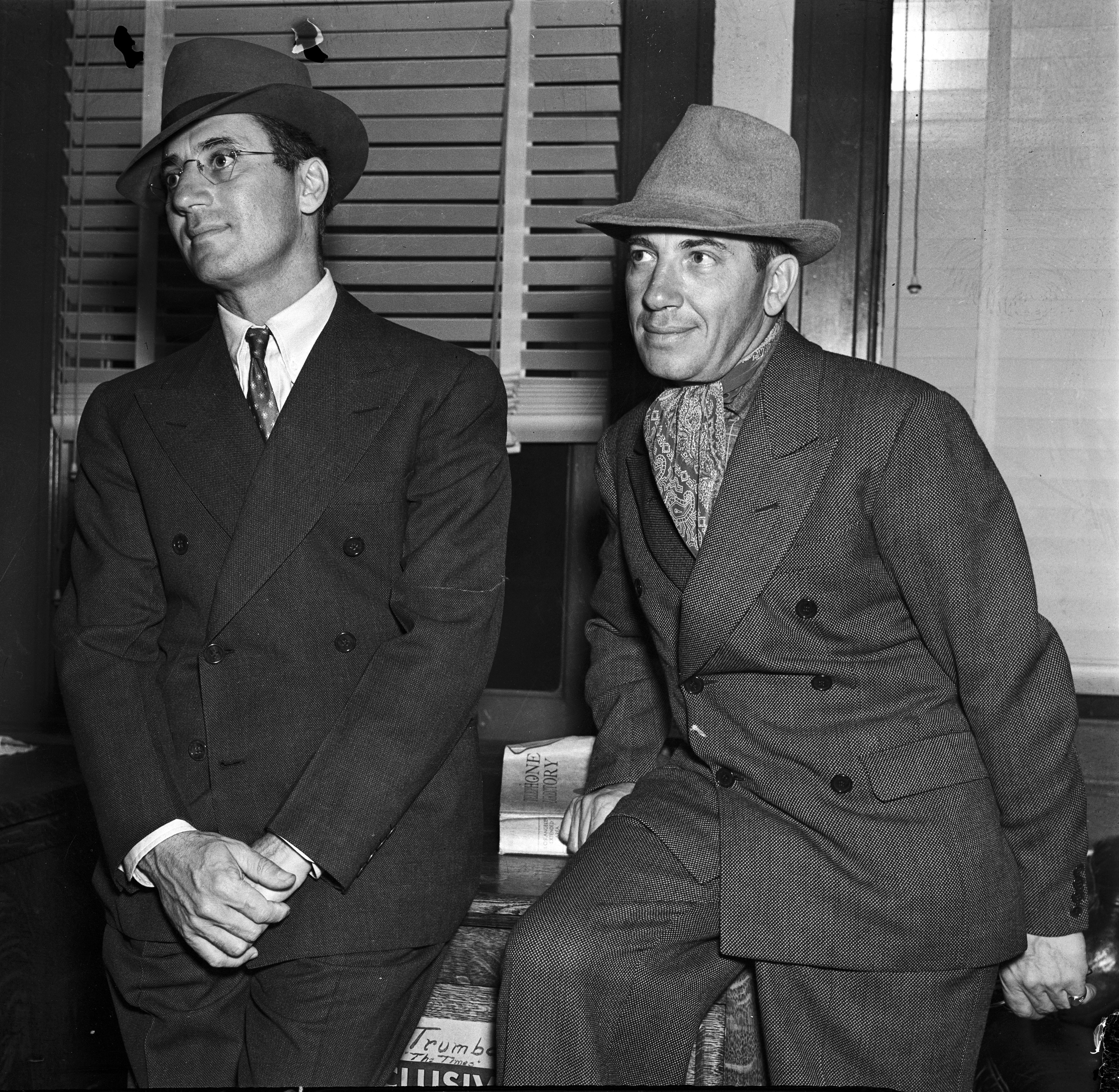
Groucho (links) und Chico Marx (1937)

Groucho Marx (geboren 2. Oktober 1890 als Julius Henry Marx in New York; gestorben 19. August 1977 in Los Angeles) war ein US-amerikanischer Schauspieler und Entertainer. Als geistreicher Wortführer der Marx Brothers wurde er zu einem der erfolgreichsten englischsprachigen Komiker.

## Leben

### Kindheit und frühe Erfolge

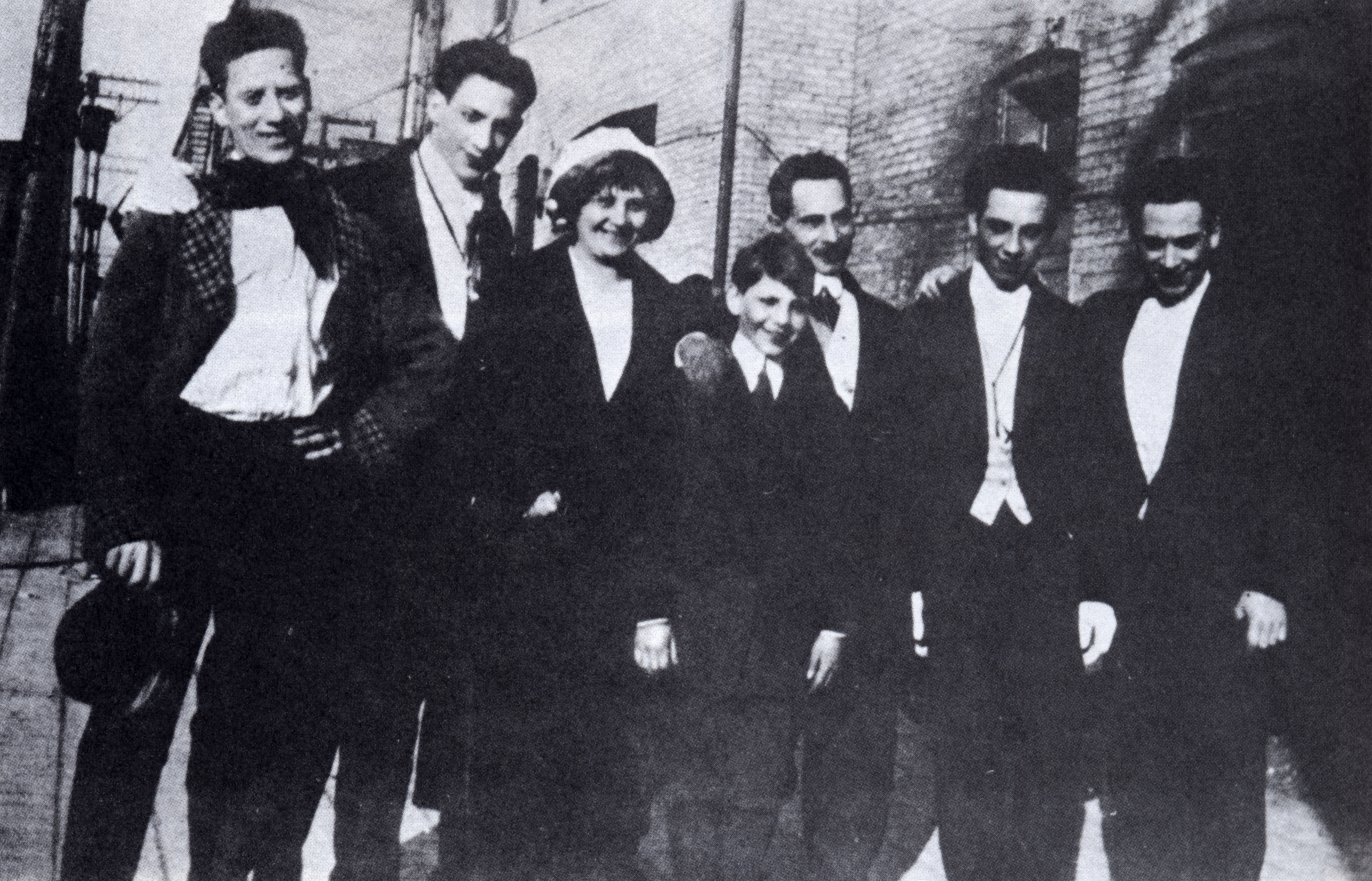
Die Familie Marx, Groucho ganz links, ca. 1915

Die Gebrüder Marx wuchsen in Yorkville in der Upper East Side von Manhattan in einem kleinen, jüdisch geprägten Viertel zwischen größeren deutsch-irischen Gemeinden auf. Vater Simon kam aus dem Elsass und wurde daher „Frenchie“ genannt. Mutter Minnie stammte aus Dornum in Ostfriesland und hatte einen Bruder, Al Shean (eigentlich Albert Schönberg), der mit seinem Partner Edward Gallagher von 1910 bis 1920 ein bekanntes Varietéduo bildete. Er wurde von den Brüdern bewundert und sollte einige Sketche für sie schreiben. Minnie träumte davon, dass ihre Söhne wie ihr Bruder ins Showgeschäft einsteigen.
Der älteste Sohn Leonard (Chico) nahm Klavierunterricht, während Julius eine angenehme Sopranstimme hatte und den Ton halten konnte. Eigentlich wollte er Arzt werden, doch er sollte für die Familie Geld verdienen und musste mit zwölf Jahren die Schule verlassen. Zu dieser Zeit hatte Groucho Bücher (besonders Horatio Alger, Autor von billigen Romanen) geradezu verschlungen und zeitlebens nutzte er sein angelesenes Wissen, um die „verpasste“ formelle Schulbildung auszugleichen.
Nach einigen Versuchen, mit Bürojobs und anderen altersgemäßen Tätigkeiten Fuß zu fassen, ging er 1905 als Sänger auf die Bühne. Seine Behauptung, er sei in der Varietéwelt nur mäßig erfolgreich, dafür aber hoffnungslos mittelmäßig gewesen, hat sich später als alberne Witzelei erwiesen. 1909 hatte Minnie es geschafft, ihre Söhne in einen zweitklassigen Varieté Act zu managen. Unter dem Namen „The Four Nightingales“ (Die vier Nachtigallen) traten Groucho, Gummo, Harpo und ein weiterer Junge namens Lou Levy ohne sonderlichen Erfolg in verschiedenen Varietés auf.
Danach zogen sie nach La Grange in Illinois, um den Mittleren Westen zu bespielen. Nach einem besonders trostlosen Auftritt in Nacogdoches, Texas, begannen Groucho, Gummo und Harpo sich auf der Bühne mit Witzen zu unterhalten und zu ihrem großen Erstaunen mochte das Publikum sie als Komiker wesentlich lieber denn als Musiker. Sie schrieben ein damals populäres Stück von Gus Edwards, School Days, um und nannten es Fun In Hi Skule. Mit Variationen dieses Programms tourten sie über sieben Jahre lang durchs Land.
In ihrer Zeit im Varieté traten die Brüder mit verschiedenen sprachlichen Akzenten auf. Chico entwickelte einen italienischen Akzent, den er benutzte, um ein paar Schlägern weiszumachen, er sei Italiener und nicht Jude. Grouchos Figur in Hi Skule war ein Deutscher, so dass er diese natürlich mit deutschem Akzent spielte. Dies änderte sich, als die Stimmung nach der Torpedierung der Lusitania 1915 umschlug und sich gegen Deutschland richtete. Daraufhin entwickelte er den schnell sprechenden Schlaumeier, mit dem er berühmt werden sollte.
Bald wurden die Marx Brothers zu gefeierten Stars des Palace Theatre, dem selbsternannten „Walhalla des Varieté“. Chicos Geschäftstüchtigkeit führte zu drei erfolgreichen Bühnenstücken und die Brüder avancierten noch vor ihrer Hollywood-Ära zur Broadway-Sensation.

### Höhepunkte der Karriere
“It looks as if Hollywood brides keep the bouquets and throw away the grooms.”

„Es scheint, als behielten in Hollywood die Bräute ihre Sträuße und würfen dafür ihre Männer weg.“

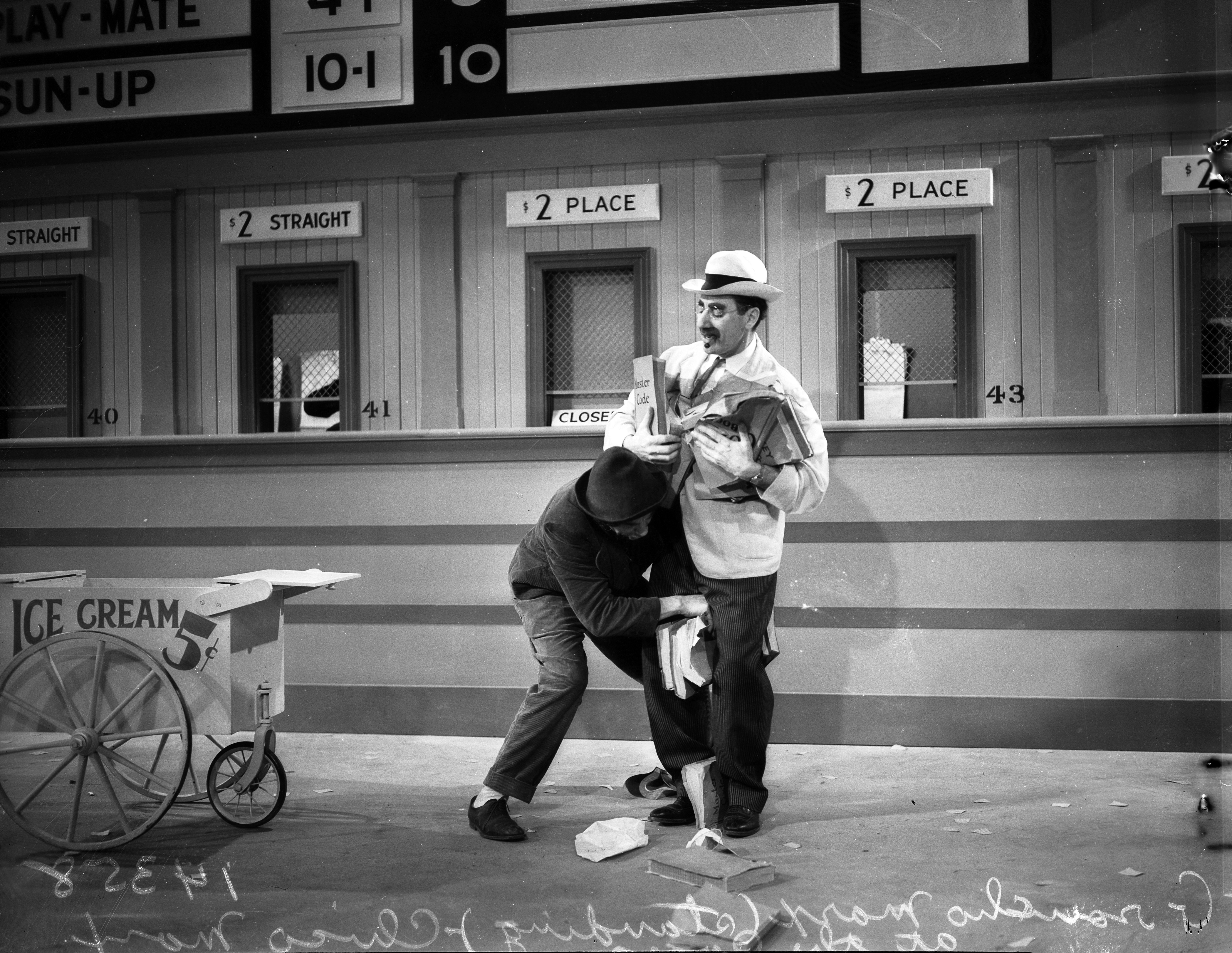
Chico und Groucho Marx in dem Film Die Marx Brothers: Ein Tag beim Rennen (1937)

Groucho und seine Brüder traten in einer Reihe von äußerst populären Bühnenshows auf, oft mit Stegreifdialogen. In den Kinofilmen kultivierte Groucho seine Rolle als zungenfertiger Herr, der seine Gegner überrumpelte und die Zuneigung seiner Verehrerinnen (meist verkörpert von Margaret Dumont) abwechselnd anzufachen und abzuwehren wusste. Sein charakteristischer Gang mit den raumgreifenden Schritten und einer Hand auf dem Rücken parodierte das modische Promenieren der amerikanischen Oberklasse zur Jahrhundertwende. Schnurrbart und Augenbrauen wurden zunächst mit Schmierfett fabriziert, angeblich um rasche Kostümwechsel bei Varieté-Auftritten ohne lästiges Bartankleben möglich zu machen. Nach eigenen Angaben hatte er schlicht keine Lust mehr, sich mit dem Bartkleber allabendlich einen Teil der Haut mit abzureißen. Die Absurdität der geschminkten Manneszier kam auf der Bühne oder im Film nie zur Sprache, doch gibt es in Duck Soup (Die Marx Brothers im Krieg) eine Szene, in der sich sowohl Chico als auch Harpo als Groucho verkleiden, und eine, in der kurz zu sehen ist, wie sie sich schminken.
In den 1930er und 1940er Jahren arbeitete Groucho auch beim Radio als Komiker und Gastgeber eigener Shows, von der eine unter dem Titel Flywheel, Shyster & Flywheel nach kurzem Lauf 1932 eingestellt wurde. Neben Groucho trat hier nur Chico mit auf. Die meisten der Aufnahmen wurden danach zerstört, mit Ausnahme der letzten Sendung. Allerdings wurden 1988 von insgesamt 21 Folgen die Originale der von Nat Perrin und Arthur Sheekman verfassten Drehbücher im Archiv der Library of Congress wiederentdeckt. 1947 wurde Groucho als Gastgeber für das Radio Quiz You Bet Your Life ausgewählt, mit dem er von 1950 bis 1961 auch im Fernsehen auftreten sollte. Die Show bestand aus einem größtenteils improvisierten Gespräch mit den Teilnehmern und einem kurzen Quiz. In dieser Show wurde der Ausdruck “Say the secret woid [word] and divide 100 $” (deutsch: „Sag das geheime Wort und teile 100 $ [jeder Teilnehmer würde 50 $ erhalten]“), geprägt. Kandidaten, mit denen Groucho Mitleid hatte, da sie noch nichts gewonnen hatten, stellte er Fragen wie „Wer ist in Grants Grab beerdigt?“ oder „Welche Farbe hat das Weiße Haus?“. Die Sendung lief elf Jahre lang im Fernsehen.
Eine der geistreichen Bemerkungen betraf den Regisseur Sam Wood, der den Film A Night at the Opera (Skandal in der Oper) mit ihnen drehte und wegen ihrer ständigen Improvisationen wütend auf die Brüder war. In Anspielung auf die Schaffung des Menschen durch Gott in der Bibel rief er aus: “I can not make actors out of clay” (deutsch: „Ich kann aus Lehm keine Schauspieler machen“), worauf Groucho ohne Zögern antwortete “Nor can you make a director out of Wood.” (deutsch: „Und aus Holz (Wood!) kann man keinen Regisseur machen.“)
Oft zitiert, wenn auch nicht belegt, ist der Dialog mit einer Kandidatin, die 19 Kinder hatte. Auf Grouchos Frage, warum so viele, antwortete sie: “I love my husband.” (deutsch: „Ich liebe meinen Mann.“) Groucho gab daraufhin zurück: “Lady, I love my cigar, too, but I take it out once in a while.” (deutsch: „Meine Dame, ich liebe meine Zigarre ja auch, aber ab und zu nehme ich sie raus.“)

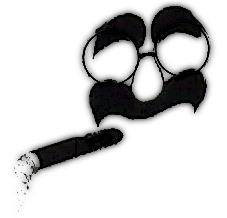
Groucho-Karikatur

Wie populär er in den 1960er Jahren war, belegt eine Szene aus der Fernsehserie Bezaubernde Jeannie, in der sich Roger Healey wünscht, der witzigste Mann der Welt zu sein. Jeannie verwandelt ihn daraufhin in Groucho. Und Groucho Marx spielt sich selbst.
Während der Pariser Mai-Unruhen im Jahr 1968 hatte ein anonymer Sprayer den Spruch « Je suis Marxiste – tendance Groucho » (deutsch: „Ich bin ein Marxist, Richtung Groucho“) an Mauern und Hauswände gesprüht. Er dokumentierte damit die Beliebtheit der Marx Brothers, die als Kultfiguren der fantasiereichen und widerspenstigen 68er-Generation galten, der das Kommunistische Manifest als zu ernst erschien: ab Ende der 1960er Jahre ging das Gespenst des Marxismus feixend in Europa um. In Horse Feathers (Blühender Blödsinn) aus dem Jahr 1932 verkündete Groucho als frisch gewählter Universitätspräsident Professor Wagstaff in einem Song den Honoratioren: “Whatever it is – I’m against it” (deutsch: „Was immer es ist – ich bin dagegen“) und traf damit genau den Nerv der protestierenden Studenten.
In seiner Filmkarriere sang Groucho Marx unter anderem folgende Lieder:
- Hooray for Captain Spaulding
- Hello, I Must Be Going
- Whatever It Is, I’m Against It
- Everyone Says I Love You
- Lydia the Tattooed Lady

Frank Sinatra scherzte einst, das einzige, was er besser könne als Groucho, sei Singen. Er drehte mit ihm und Jane Russell 1951 den Film Double Dynamite.
Der spanische Karikaturist Ventura nahm Groucho Marx als Vorbild für seine Figur Julio in der Comicserie „Grouñidos en el desierto“ des Satiremagazins El Jueves.

### Die Show “You Bet Your Life”
“If I can’t be funny on television without funny clothes and makeup, to hell with it.”

„Wenn ich im Fernsehen nicht ohne Kostüm und Make-up lustig sein kann, dann zur Hölle damit.“

Mitte der 1940er Jahre, als seine Karriere einen Tiefpunkt erreicht hatte, sollte Groucho in einer Radioshow mit Bob Hope auftreten. Nachdem er 40 Minuten im Wartezimmer gesessen hatte, kam er etwas gereizt auf die Bühne und gab auf Hopes „Ah, das ist ja Groucho Marx, verehrte Damen und Herren. (Applaus) Groucho, was bringt Dich denn aus der heißen Wüste hierher?“ zurück „Hat sich was mit heiße Wüste. Ich saß 40 Minuten im kalten Wartezimmer.“ Groucho fuhr damit fort, das Skript zu ignorieren, und obwohl Hope auf seine Art auch ein brillanter Improvisationskünstler war, war er Groucho doch unterlegen; dieser streckte die ganze Szene, mit einem wahren Wirbelsturm von Blödeleien, weit über den geplanten Timeslot hinaus.
John Guedel hatte bei der Show zugehört und einen Geistesblitz. Er trat an Groucho heran mit der Frage, ob er daran interessiert sei, eine Quiz-Show zu moderieren. „Nur Schauspieler, die wirklich am Ende sind, machen Quizshows“, war seine Antwort. Guedel blieb hartnäckig und erklärte, dass es ihm weniger um das Quiz als um die Gespräche mit den Kandidaten ginge. Und Groucho sagte schließlich zu. You Bet Your Life lief von 1947 bis 1951 im Radio und wechselte 1951 ins Fernsehen. Auf NBC lief die Sendung noch weitere elf Jahre lang und wurde eine der erfolgreichsten Shows im US-amerikanischen Radio und Fernsehen.
Mit George Fenneman als Ansager und Gegenpart überraschte Groucho sein Publikum mit außergewöhnlichen Gesprächen. Die Show war so gut, dass die Lowell Toy Manufacturing Corporation of New York davon eine Brettspielversion herstellte, welche die Kandidaten als persönliche Erinnerung an Groucho mit nach Hause nehmen durften.
Grouchos Konkurrenz brachte Gerüchte in die Welt, dass You Bet Your Life komplett vorformuliert sei und Groucho keineswegs improvisiere. Sie fühlten sich bestätigt, als ein Foto aufgetaucht war, auf dem man sehen konnte, dass Groucho auf einen transparenten Bildschirm blickt. In Wahrheit gab es nur ein minimales Script, das eher den Gästen als Groucho helfen sollte. Groucho begegnete seinen Gästen (außer den ihm bekannten) erst in der Show, es gab keine Proben. Die Mitarbeiter der Sendung stellten zwar einen Katalog mit Fragen auf, doch Groucho wusste nie eine Antwort im Voraus. Allerdings gab es zwei Autoren, deren Gags Groucho gelegentlich in den Dialog einbaute.

### Privatleben
“Marriage is a wonderful institution. But who wants to live in an institution?”

„Die Ehe ist eine wundervolle Institution. Aber wer will schon in einer Institution (= Nervenheilanstalt) leben?“

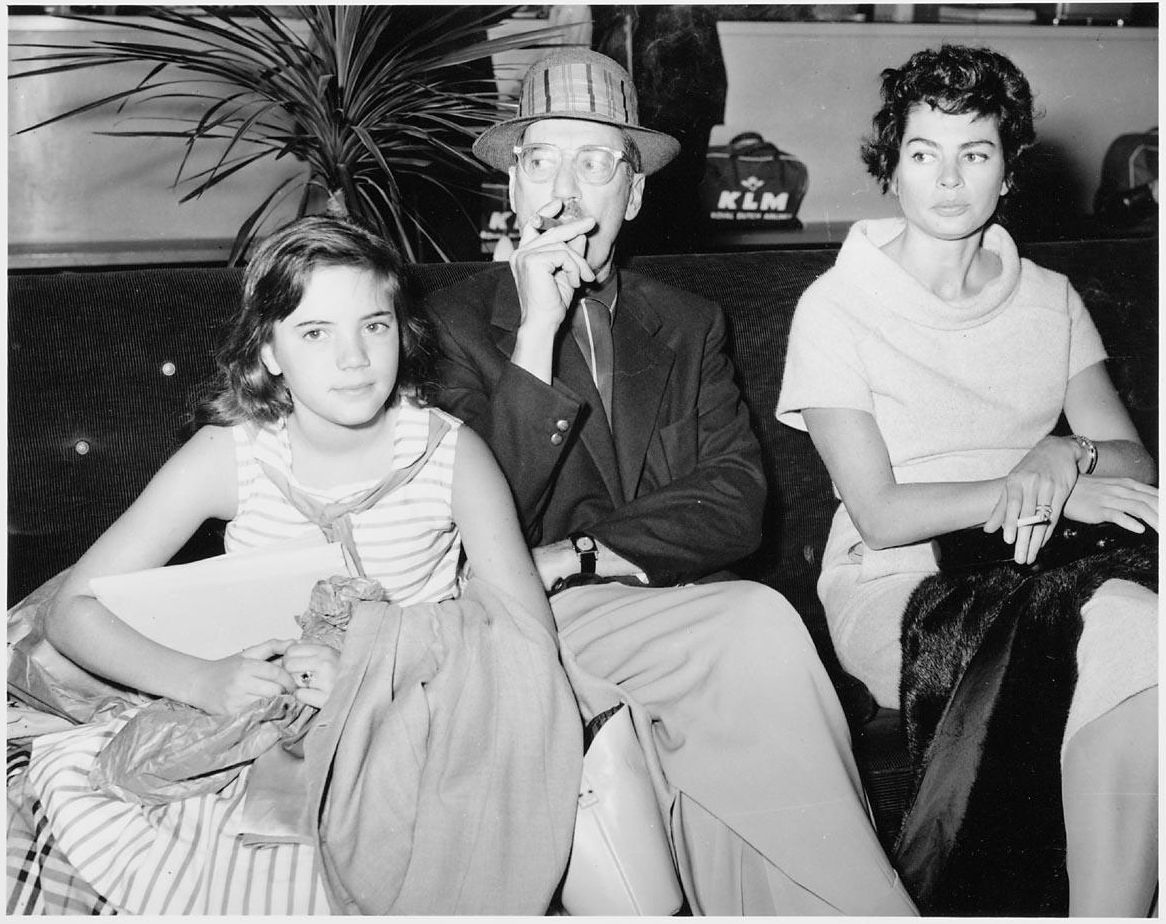
Groucho Marx mit seiner Frau Eden Hartford und Tochter Melinda (1958)

Groucho war dreimal verheiratet und wurde dreimal geschieden: „Alimente zahlen ist wie ein totes Pferd mit Heu füttern.“ (Groucho Marx)
| Ehefrau                 | Heirat           | Scheidung        | Kinder            |
| ----------------------- | ---------------- | ---------------- | ----------------- |
| Ruth Johnson            | 4. Februar 1920  | 15. Juli 1942    | Arthur und Miriam |
| Kay Marvis (aka Gorcey) | 24. Februar 1945 | 12. Mai 1951     | Melinda           |
| Eden Hartford           | 17. Juli 1954    | 4. Dezember 1969 | –                 |

Abseits der Bühne war Groucho ein Büchernarr. Er bedauerte stets, nur eine mittlere Schulbildung genossen zu haben. Um dies zu kompensieren, las er alles, was ihm in die Hände fiel. Seine Belesenheit war außerordentlich, doch er sprach nur sehr zurückhaltend darüber: „Ich denke, Fernsehen bildet“, sagte er einmal. „Jedes Mal, wenn jemand den Fernseher einschaltet, gehe ich nach nebenan und lese.“ Er schrieb auch selbst Bücher, darunter die Autobiografie Groucho and Me und Memoirs of a Mangy Lover. Zu seinen Freunden zählten die Schriftsteller T. S. Eliot und Carl Sandburg. Viele seiner privaten und geschäftlichen Briefwechsel veröffentlichte er in The Groucho Letters.
Beim Börsencrash im Oktober 1929 verlor Groucho Marx einen Großteil seiner Anlagen. In seinem Testament von 1974 wurde sein Vermögen mit zwei bis sechs Millionen Dollar veranschlagt; Hauptbegünstigte waren seine drei Kinder.

### Späte Jahre

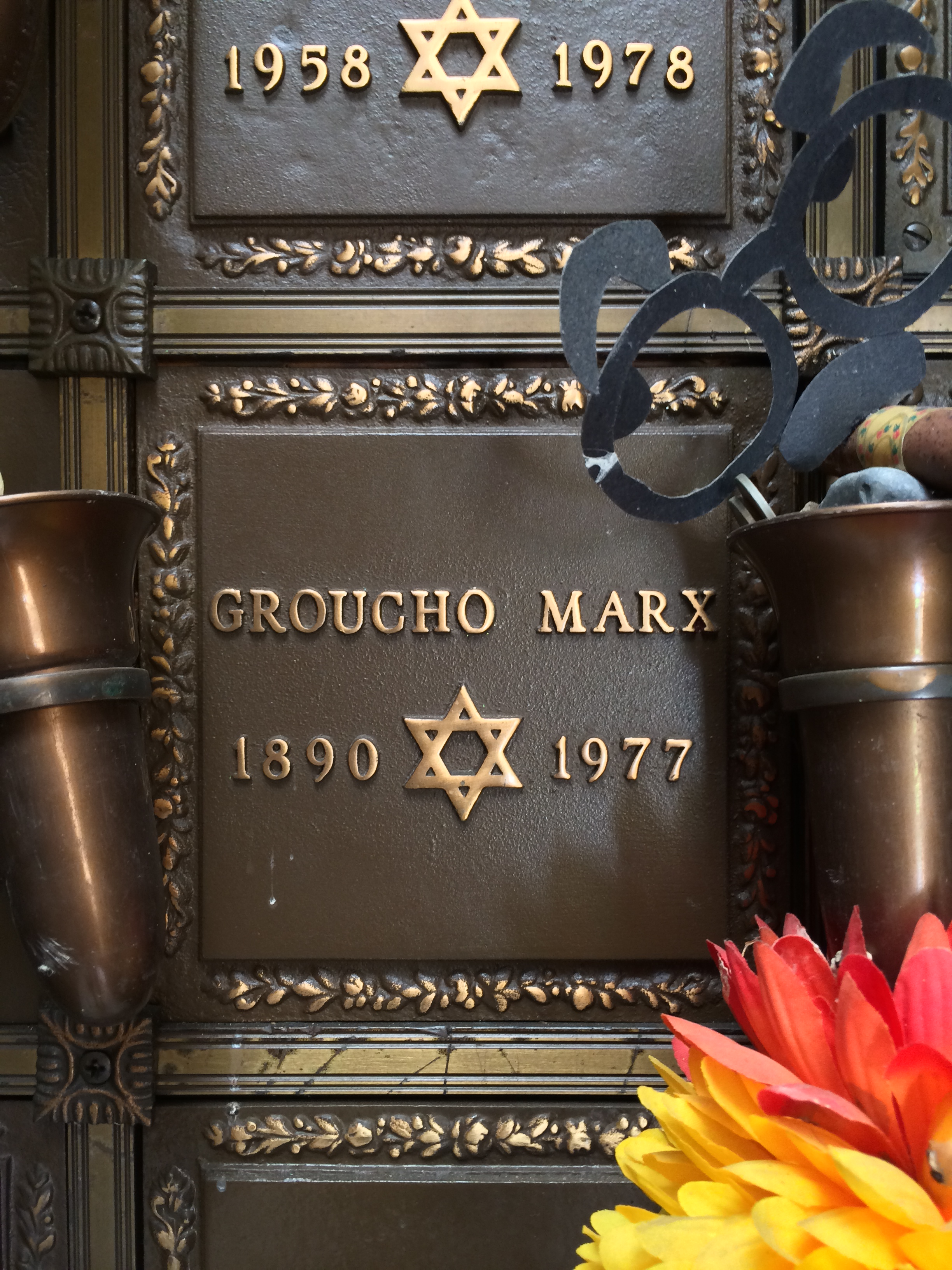
Urnengrab von Groucho Marx

“Age is not a particularly interesting subject. Anyone can get old. All you have to do is live long enough.”

„Alter ist kein besonders interessantes Thema. Jeder kann alt werden. Man muss nur lange genug leben.“

Etwa 1951 ließ sich Groucho einen echten Schnurrbart stehen, dessen Fehlen bislang eine gute Möglichkeit war, sich vor den Fans zu verbergen. In den 1970ern hatte er ein kleines Comeback, zum einen mit einer One-Man-Show, die er live aufführte, unter anderem 1972 in der Carnegie Hall (1972 als Doppelalbum unter dem Titel An Evening with Groucho bei A&M Records erschienen), zum anderen 1973 mit einem Auftritt in einer Show, die von Bill Cosby, der ihn verehrte, moderiert wurde.
Zu dieser Zeit entwickelten sich gute Freundschaften mit dem Rockstar Alice Cooper – die beiden wurden zusammen für den Rolling Stone fotografiert – und mit Dick Cavett, in dessen Talkshow er regelmäßig auftrat. Seine früheren Arbeiten kamen wieder zum Vorschein in Begleitung neuer Bücher mit Interviews und Gesprächen von Richard J. Anobile und Charlotte Chandler. Seinen letzten großen Auftritt hatte er bei der Oscarverleihung 1974, bei der er stellvertretend für alle Marx Brothers einen Ehren-Oscar entgegennahm.

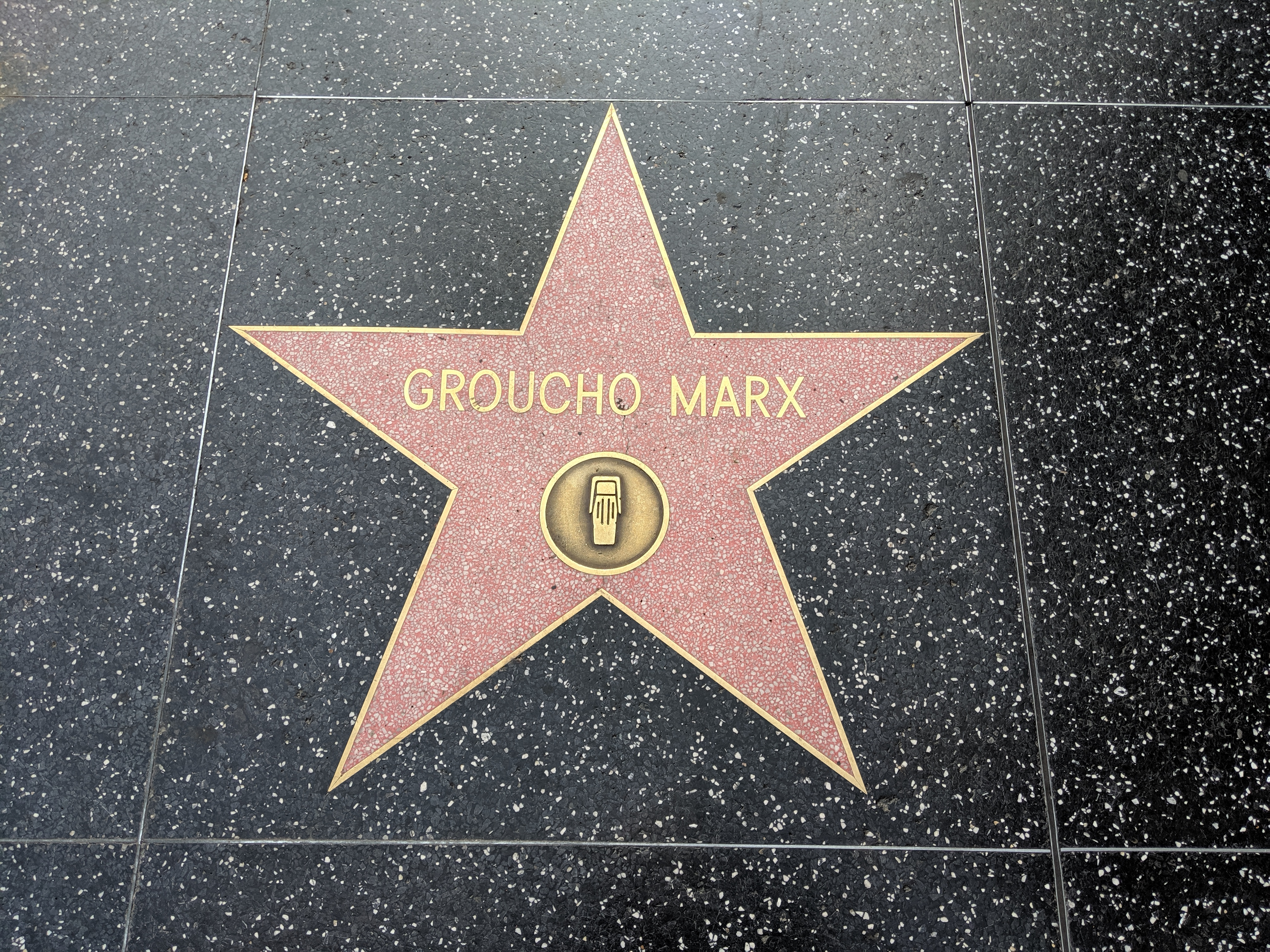
Groucho Marx’ Stern in der Kategorie Radio auf dem Hollywood Walk of Fame

Zu diesem Zeitpunkt war Groucho bereits durch sein Alter geschwächt und seine letzten Jahre wurden von einer stärker werdenden Demenzerkrankung begleitet. Zudem kamen Diskussionen um sein Erbe auf, da er eine umstrittene Beziehung zu der Schauspielerin Erin Fleming aufbaute. Besonders sein Sohn Arthur spürte, dass Fleming seinen Vater weit über seine Belastbarkeit hinaus strapazierte.
Groucho Marx starb 1977 an einer Lungenentzündung. Die offizielle Trauerfeier fand in der Synagoge Beth-El in Hollywood statt. Er wurde eingeäschert und auf dem Eden Memorial Park Cemetery von Mission Hills in Los Angeles beigesetzt. Er hatte in einem Interview im Scherz gesagt, er wolle über Marilyn Monroe beerdigt werden und auf seinem Grab solle stehen “Excuse me, I can’t stand up”. Schlussendlich wurden lediglich sein Künstlername und seine Geburts- und Sterbedaten darauf festgehalten. Zum Zeitpunkt seines Todes war er mit 86 Jahren der vorletzte der Marx Brothers, Zeppo starb zwei Jahre nach ihm.
Groucho wurde mit zwei Sternen auf dem Hollywood Walk of Fame in den Kategorien Fernsehen (1734 Vine Street) und Radio (6821 Hollywood Boulevard) geehrt.

## Filmografie (Auswahl)
- 1921: Humor Risk (Kurzfilm, Stummfilm, verschollen)
- 1929: The Cocoanuts (nur OmU), Regie: Robert Florey, Musik: Irving Berlin
- 1930: Animal Crackers, Regie: Victor Heerman, Musik: Bert Kalmar, Harry Ruby
- 1931: Die Marx Brothers auf See (Monkey Business), Regie: Norman Z. McLeod
- 1932: Blühender Blödsinn (Horse Feathers), Regie: Norman Z. McLeod, Musik: Bert Kalmar, Harry Ruby
- 1933: Die Marx Brothers im Krieg (Duck Soup), Regie: Leo McCarey, Musik: Bert Kalmar, Harry Ruby
- 1935: Skandal in der Oper (A Night at the Opera), Regie: Sam Wood, Musik: Walter Jurmann
- 1937: Die Marx Brothers: Ein Tag beim Rennen (A Day at the Races), Regie: Sam Wood, Musik: Walter Jurmann
- 1938: Room Service (nur OmU), Regie: William A. Seiter
- 1939: Die Marx Brothers im Zirkus (At the Circus), Regie: Edward Buzzell
- 1940: Go West, Regie: Edward Buzzell
- 1941: Die Marx Brothers im Kaufhaus (The Big Store), Regie: Charles Reisner
- 1946: Eine Nacht in Casablanca (A Night in Casablanca), Regie: Archie Mayo
- 1947: Copacabana
- 1949: Love Happy, Regie: David Miller
- 1950: Mr. Music
- 1951: Doppeltes Dynamit (Double Dynamite), Regie: Irving Cummings
- 1952: A Girl in Every Port
- 1957: Sirene in blond (Will success spoil Rock Hunter?)
- 1957: The Story of Mankind, Regie: Irwin Allen
- 1967: Bezaubernde Jeannie (I Dream of Jeannie, Fernsehserie, Episode: Wünschen will gelernt sein)
- 1968: Skidoo

## Werke (Auswahl)
- Beds. Farrar & Rinehart, New York 1930 (deutsch: Bettgeschichten [= Fischer 4467]. Aus dem Amerikanischen von Reinhard Kaiser. Fischer-Taschenbuch-Verlag, Frankfurt am Main 1988, ISBN 3-596-24467-6).
- mit Norman Krasna: Time for Elizabeth. A Comedy in three Acts. Dramatists Play Service, New York 1949 (Theaterstück).
- Groucho and Me. Geis Associates, New York 1959 (Autobiografie; deutsch: Schule des Lächelns. Übertragen von Ursula von Wiese. Sanssouci-Verlag, Zürich 1961; auch in: Groucho & Marx. Zwei Autobiografien. Übersetzt und mit einem umfangreichen Nachwort von Sven Böttcher. Atrium-Verlag, Zürich 2010, ISBN 978-3-85535-506-8).
- Memoirs of a Mangy Lover. Manor Books, New York 1963 (deutsch: Ein ramponierter Frauenheld [= Fischer 4480, Fischer-Cinema]. Fischer, Frankfurt am Main 1988, ISBN 3-596-24480-3; später: Memoiren eines spitzen Lumpen. Neu übersetzt und mit Anmerkungen versehen von Sven Böttcher. Rogner und Bernhard bei Zweitausendeins, Frankfurt am Main 1995, ISBN 3-8077-0321-7).
- The Groucho Letters. Letters from and to Groucho Marx. Simon and Schuster, New York 1967 (deutsch: Die Groucho-Letters. Ausgewählt und verdeutscht von Alain Wilcock. Carl Hanser, München u. a. 1981, ISBN 3-446-13177-9).
- Groucho & Marx: zwei Autobiografien, von Groucho Marx, übersetzt und mit umfangreichen Nachwort von Sven Böttcher, Atrium, Zürich 2010, ISBN 978-3-85535-506-8.

## Lieder (Auswahl)
- (Whatever It Is) I’m Against It aus Blühender Blödsinn (1932)
- Lydia, the Tattooed Lady aus Die Marx Brothers im Zirkus (1941)
- The Funniest Song in the World (1949)
- Hooray for Captain Spaulding aus Animal Crackers (1930); Neuaufnahme 1951 mit den Ken Lane Singers und dem Victor Young Orchester
- Hello, I Must Be Going aus Animal Crackers (1930); ebenfalls der Originaltitel der 1978 erschienenen Groucho Marx Biographie von Charlotte Chandler